# ديفيد سادلر
ديفيد سادلر (بالإنجليزية: David Sadler)‏ مواليد 5 فبراير 1946 في كنت، إنجلترا، هو لاعب كرة قدم إنجليزي دولي سابق كان يلعب كمدافع. لعب خلال مسيرته 378 مباراة سجل خلالها 25 هدفاً.

## مرحلة الشباب

### أندية لعب لها
- مانشستر يونايتد

## المسيرة الاحترافية

### أندية لعب لها
- مانشستر يونايتد
- بريستون نورث ايند

## روابط خارجية
- ديفيد سادلر على موقع الاتحاد الأوربي (الإنجليزية)
- ديفيد سادلر على موقع قاعدة بيانات كرة القدم.إي يو (الإنجليزية)
- ديفيد سادلر على موقع ناشيونال فوتبول تيمز (الإنجليزية)
- ديفيد سادلر على موقع عالم كرة القدم.نت (الإنجليزية)